# Coca-Cola Cherry
Coca-Cola Cherry è una bevanda prodotta e distribuita dalla Coca-Cola Company nel 1985 conosciuta anche come Cherry Coke. La bevanda è la terza, in ordine di tempo, prodotta come variante della Coca-Cola (le altre due sono: Coca-Cola classica e Diet Coke), e la prima ad avere un gusto diverso, grazie all'aroma della ciliegia. Questo tipo di bevanda fu distribuita, all'inizio, solo nei bar e nei distributori automatici. Nel 1986 fu anche introdotta una versione dietetica di essa dal nome Diet Cherry Coke, poi ridenominata nel 2005 in Diet Coke Cherry.

## Distribuzione
La bevanda è disponibile in molte altre regioni del mondo, compresa l'Inghilterra dove è molto popolare fra i teenager, in: Austria, Germania, Francia, Spagna, Svizzera, Ungheria e Polonia. Essa è stata distribuita anche in Israele e in Australia nel 2003. Dal novembre 2006 è anche venduta in Giappone in una bottiglietta color argento, dagli stili retro degli anni '80. In Italia, negli ultimi tempi, è possibile trovarla in alcuni ipermercati molto ben forniti assieme alla sua collega alla vaniglia oppure in alcuni distributori automatici (si tratta perlopiù di casi di importazione dall'estero).

## Varianti
Il 7 febbraio 2007 la Coca-Cola Company ha rilanciato una campagna pubblicitaria per questo tipo di bevanda ed ha inoltre commercializzato una versione light sostitutiva della Diet Coke Cherry, chiamata Coca-Cola Cherry Zero.